# Marchésieux
Marchésieux – miejscowość i gmina we Francji, w regionie Normandia, w departamencie Manche.
Według danych na rok 1990 gminę zamieszkiwały 653 osoby, a gęstość zaludnienia wynosiła 33 osoby/km² (wśród 1815 gmin Dolnej Normandii Marchésieux plasuje się na 345. miejscu pod względem liczby ludności, natomiast pod względem powierzchni na miejscu 126.).